# Valvaka

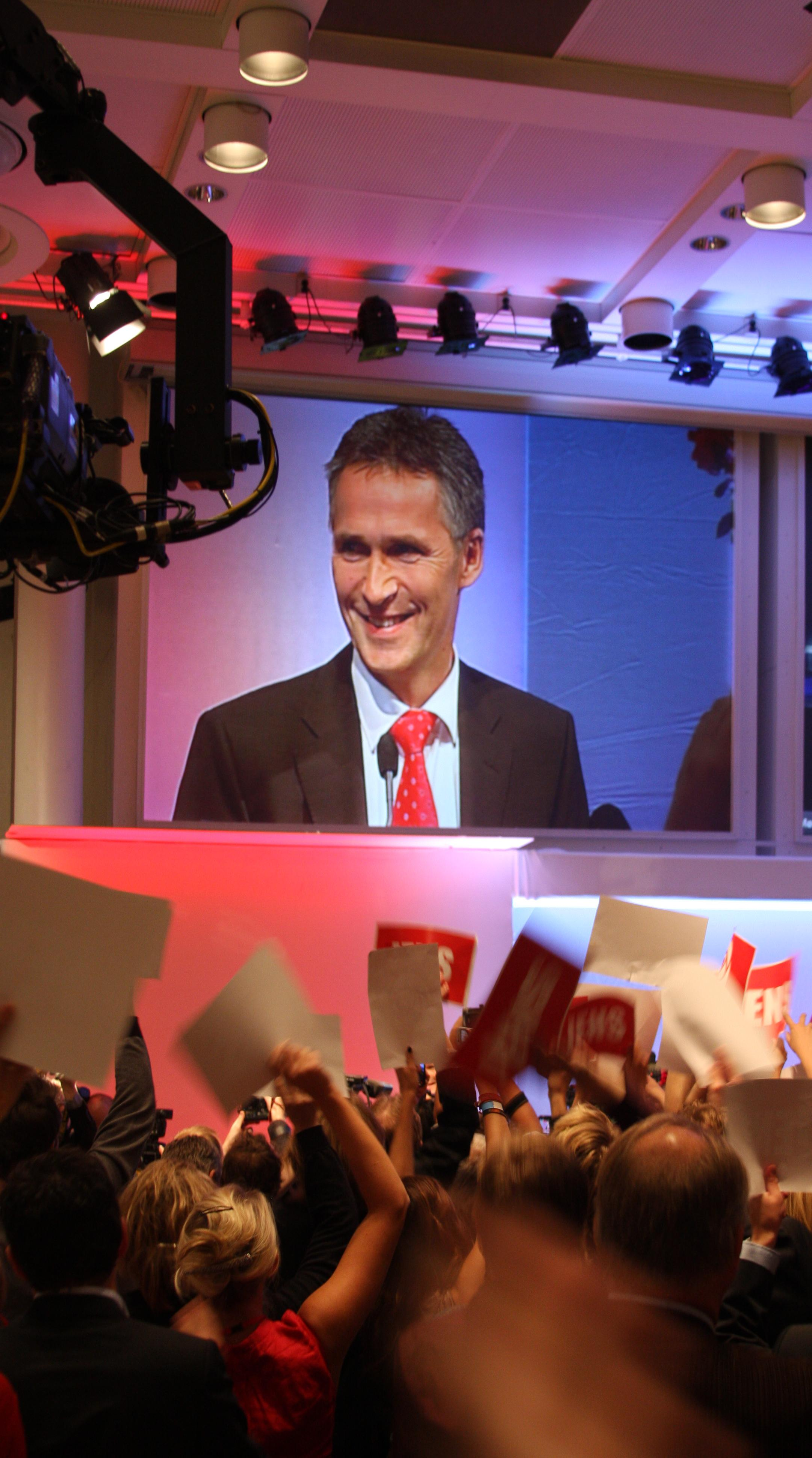
Valvaka hos norska Arbeiderpartiet 14 september 2009 med partiledaren Jens Stoltenberg på en storbildsskärm.

En valvaka är ett evenemang där man inväntar ett valresultat av ett allmänt val eller omröstning, och ofta följer rösträkningen efter hand.
Valvakor sänds ofta i television som ett slags samhällsprogram med expertkommentatorer, men även politiska partier eller kampanjorganisationer ordnar valvakor, där organisationernas medlemmar och valarbetare deltar, ibland under festliga former. På grund av den tid som rösträkningen tar, så pågår valvakan i allmänhet en bit in på småtimmarna efter att vallokalerna stängts.